# O Sol - Caminhando contra o Vento
O Sol - Caminhando contra o Vento é um documentário brasileiro de 2006 dirigido por Tetê Moraes, que conta a história do jornal-escola "O Sol". 
O jornal-escola nasceu no Rio de Janeiro em 1967, idealizado por Reynaldo Jardim, que participa do documentário.
O documentário é uma reunião de pequenas entrevistas com os participantes do jornal-escola, como Caetano Veloso que compôs a música 'alegria, alegria', que tornou-se a música oficial do jornal. Além do cantor, Gilberto Gil, Chico Buarque, Ziraldo e muitos outros ícones da década de 60 ajudam a relembrar momentos do O Sol. 

## Sinopse
Com entrevistas curtas, o documentário tenta recompor o clima do jornal, que teve edições diárias durante 6 meses.
O jornal, idealizado após o golpe de 1964 e anterior ao AI-5, era feito por jovens que pretendiam criar um jornal diferente dos que circulavam na época. 
Apesar da vida breve, O Sol retratou uma geração que passava por transições intensas, manifestações estudantis e festivais de música.

## Elenco
- Caetano Veloso
- Gilberto Gil
- Chico Buarque
- Antônio Carlos da Fontoura
- Antônio Pedro
- Arnaldo Jabor
- Arthur Poerner
- Bete Mendes
- Betty Faria
- Carlos Lessa
- Fernando Gabeira
- Gilberto Braga
- Helena Ignez
- Hugo Carvana
- Ittala Nandi
- Ivan Consenza de Souza
- Luiz Carlos Maciel
- Luiz Carlos Sá
- Márcio Moreira Alves
- Nelson Rodrigues Filho
- Orlando Senna
- Ruy Castro
- Tessy Callado
- Vladimir Palmeira